# Lynnwood-Pricedale
Lynnwood-Pricedale è un census-designated place (CDP) degli Stati Uniti d'America, situato nello stato della Pennsylvania, diviso tra la contea di Fayette e la contea di Westmoreland.